# Gomilica
Gomilica is een plaats in Slovenië en maakt deel uit van de gemeente Turnišče in de NUTS-3-regio Pomurska. De plaats telde 591 inwoners op 1 januari 2020.